# Alte Schule (Heringen)

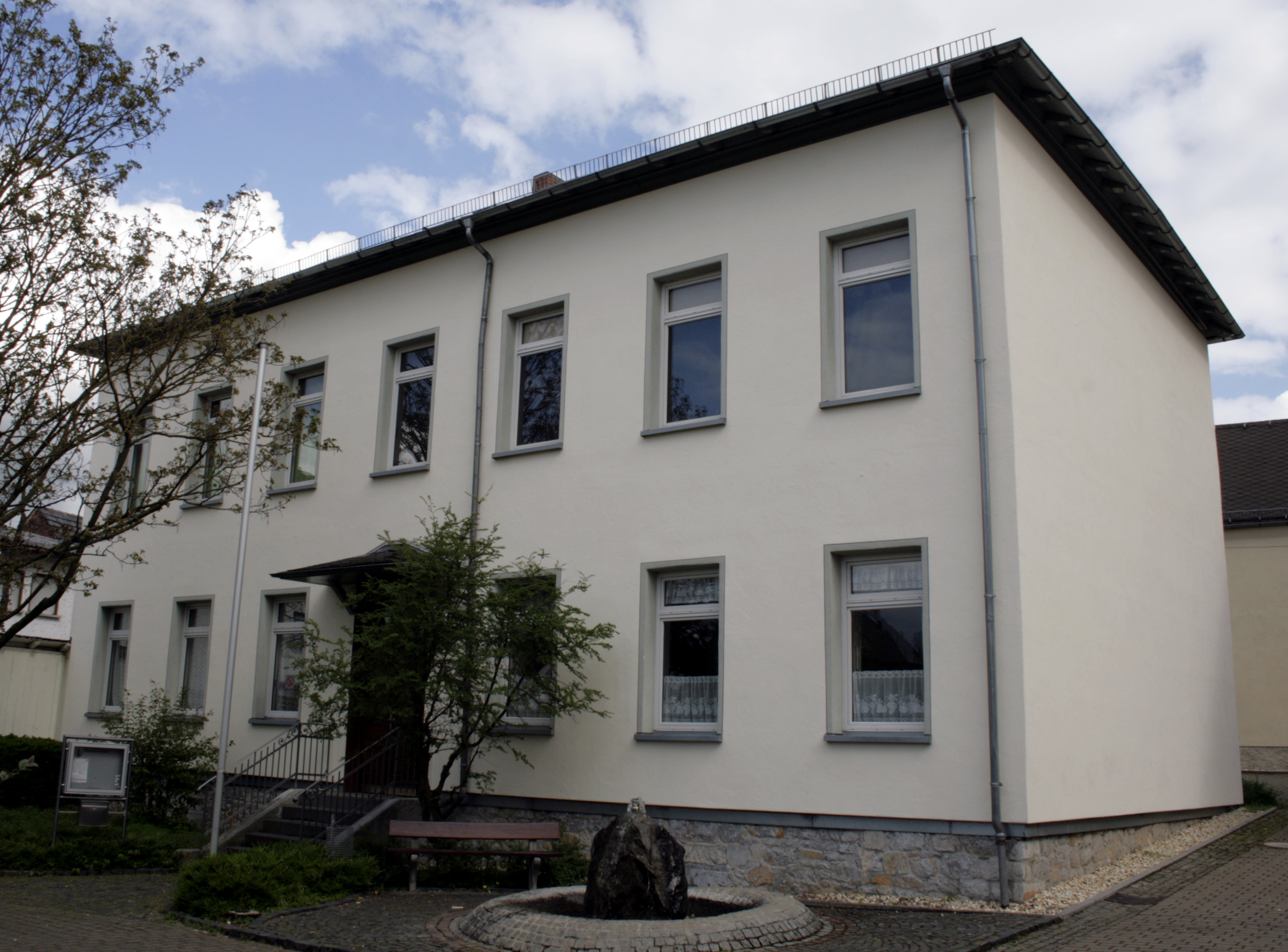
Die alte Schule in Heringen

Die alte Schule in Hünfelden-Heringen ist ein unter Denkmalschutz stehender klassizistischer Rechteckbau. Es wurde um 1830 erbaut und stellt den typischen Schulbau einer größeren Gemeinde nach dem nassauischen Bildungsedikt von 1817 dar. Zwischenzeitlich war das Fachwerk freigelegt, heute ist das Gebäude aber wieder verputzt. Die ehemalige Schule wird als Bürgerhaus genutzt.